# Aziz Achannusz
Aziz Achannusz (tzm: ⵄⴰⵣⵉⵣ ⴰⵅⵏⵏⵓⵛ Ɛaziz Axnnuce; arab. عزيز أخنوش; ur. 16 sierpnia 1961 w Agerd Oudad, Tafraout) – marokański polityk i przedsiębiorca, od 2021 roku premier Maroka, a także burmistrz Agadiru.       
W latach 2007–2021 był ministrem rolnictwa i rybołówstwa. W 2023 roku magazyn Forbes umieścił go na 13. miejscu najbogatszych miliarderów w Afryce.       

## Wykształcenie i praca zawodowa

### Młodość i wykształcenie
Urodził się w Tafraoute, mieście niedaleko Agadiru w Antyatlasie. Ma berberyjskie pochodzenie. Rok przed jego urodzeniem w mieście miało miejsce trzęsienie ziemi w wyniku którego zmarło dziesięciu członków jego rodziny. Wychował się w Casablance. W 1986 roku ukończył zarządzanie administracyjne na kanadyjskim Université de Sherbrooke.

### Praca zawodowa
Był członkiem Banque marocaine du commerce extérieur (BMCE) i Fondation Academia. Został także prezesem spółek Afriquia Gaz i Tissir Gaz.
W 1995 roku odziedziczył po ojcu, Ahmedzie Oulhadjim, rodzinną firmę – Akwa Group. Przyczynił się do rozwoju spółki, tworząc z niej holding z prawie 70 firmami z sektora energii, gazu, nieruchomości, turystyki, telekomunikacji i prasy. W 2021 roku roczny obrót firmy wyceniano na 3,3 miliarda dolarów. W 2023 roku magazyn Forbes umieścił go na 13. miejscu najbogatszych miliarderów w Afryce z majątkiem wycenianym na ponad 1,5 miliarda dolarów.

## Działalność polityczna
Dołączył do Narodowego Zgromadzenia Niezależnych (arab. التجمع الوطني للأحرار). W wyborach samorządowych w 2003 roku został wybrany radnym gminy Tafraout. W tym samym roku został także wybrany przewodniczącym rady regionu Sus-Massa-Dara. 19 września 2007 roku został powołany w skład rządu Abbasa al-Fasiego na stanowisko ministra rolnictwa i rybołówstwa, zastępując na tej funkcji Mohanda Laensera. W styczniu 2012 roku ponownie wszedł w skład rządu na stanowisku ministra rolnictwa i rybołówstwa w gabinecie premiera Abdelilaha Benkirane. 23 sierpnia 2013 roku został dodatkowo powołany przez króla Muhammada VI na stanowisko ministra finansów po rezygnacji Partii Niepodległości z koalicji rządowej. Pozostał na stanowisku do 9 października 2013 roku.
29 października 2016 roku został wybrany prezesem Narodowego Zgromadzenia Niezależnych. Zastąpił na funkcji prezesa Salaheddine'a Mezouara. Po utworzeniu rządu Sad ad-Dina al-Usmaniego, w kwietniu 2017 roku został mianowany ministrem rolnictwa i rybołówstwa, rozwoju rolnego, gospodarki wodnej i leśnictwa.

### Premier
W wyborach parlamentarnych we wrześniu 2021 roku prowadzona przez niego partia uzyskała 102 miejsca w Izbie Reprezentantów zajmując tym samym pierwsze miejsce. 10 września tego samego roku król Muhammad VI desygnował go na urząd premiera polecając mu utworzenie rządu. Utworzył koalicję z Partią Autentyczności i Nowoczesności oraz z Partią Niepodległości. 24 września tego samego roku został wybrany burmistrzem Agadiru, będąc jedynym kandydatem na ten urząd; otrzymał 51 z 61 głosów. 7 października 2021 roku powołał swój gabinet.

## Życie prywatne
Achannusz jest żonaty z Salwą el-Idrissi, właścicielką grupy Aksal i Morocco Mall w Casablance.